# Lomographa testacea
Lomographa testacea là một loài bướm đêm trong họ Geometridae.